# Климакова, Анна Александровна
Анна Александровна Климакова, до замужества Бескова (род. 22 июля 1986, Заречный, Свердловская область) — российская волейболистка, мастер спорта, чемпионка России (2005), чемпионка Израиля (2007).
Воспитанница детско-юношеской волейбольной школы олимпийского резерва "Уралочка"; пришла в спорт в возрасте 11 лет по приглашению тренера-селекционера Ю.Н. Филимонова, первым увидевшего и оценившего рост и физические данные девочки на одном из мероприятий в свердловском ТЮЗе.  Начала тренироваться у В.Э. Кипрушкина, позже занималась у В.К. Юрьева, Н.В. Карполя, В.В. Огиенко.
Спортивная карьера:
- клубы
- 2001/02 — "Уралочка-2" (Екатеринбург)
- 2002/03 — "Динамо" (Московская область)
- 2003/04 — "Уралочка-2" (Екатеринбург)
- 2004/05 — "Уралочка-НТМК" (Екатеринбург)
- 2005/06 — "Автодор-Метар" (Челябинск)
- 2006/07 — "Hapoel Ironi" (Кирьят-Ата)
- 2007/08 — "Автодор-Метар" (Челябинск)
- 2008-10 — "Уралочка-НТМК" (Екатеринбург)
- 2009, апрель-май — "Nagliyatchi" (Баку)
- 2010/11 — "AZS Bialystok" (Белосток)
- 2011/12 — "Тюмень-ТюмГУ" (Тюмень)
- 2013-15 — "Автодор-Метар" (Челябинск)

- сборные команды
в 2002-05 входила в состав юниорской и молодёжной сборных команд, принимала участие в играх за национальную сборную, в том числе на турнирах серии FIVB World Grand Prix (2004) и Montreux Volley Masters (2006).
- достижения
- бронзовый призёр чемпионата Европы среди молодёжных команд (2004)
- чемпионка России (2005)
- чемпионка и обладательница Кубка Израиля (2007)
- в регулярном (до стадии плей-офф) чемпионате Польши сезона 2010/11 была лидером индивидуального рейтинга игроков по количеству набранных очков.

- другие сведения
- под фамилией "Климакова" выступала после замужества с сезона 2007/08
- с мая 2008 по июль 2010 вела судебную борьбу с "Автодор-Метаром" за исполнение условий по истекшему спортивному контракту, в этот период в ее поддержку работал интернет-проект "Метару.нет"; рассмотрение самого дела впервые в истории отечественного волейбола вышло на уровень Верховного Суда РФ и завершилось в пользу спортсменки
- польский волейбольный обозреватель Яцек Павловский в 2013 на сайте SportoweFakty WP включил спортсменку в рейтинг "Трансферные хиты национальной женской волейбольной лиги последних лет" с комментарием:

... №6. Анна Климакова, сезон 2010/11 в AZS Białystok. Россиянка провела в Польше всего год, но успела на дольше прописаться в истории нашей лиги. Перед сезоном 2010/11 нападающая перебралась в AZS Bialystok из азербайджанского Nagliyatchi Baku. Оказалось, приобретением этой волейболистки представители клуба из Подлясья попали в десятку. Уроженка Заречного, волейболистка стала одной из выдающихся фигур в польской лиге. В регулярном чемпионате Климакова набрала 283 очка, в среднем 4,1 очка за сет. К сожалению, у ее одноклубниц получилось намного слабее, и в итоге команда из Белостока заняла лишь 9-е место ...
Оригинальный текст (пол.)
6. Anna Klimakowa (sezon 2010/2011) AZS Białystok. Rosyjska siatkarka spędziła w Polsce zaledwie rok, jednak zdołała zapisać się na dłużej w historii ligowych rozgrywek w naszym kraju. Przed sezonem 2010/2011 atakująca przeniosła się do AZS-u Białystok z azerskiego Nagliyatchi Baku. Jak się okazało pozyskanie tej siatkarki dla działaczy klubu z Podlasia było strzałem w dziesiątkę. Urodzona w Zariecznyju siatkarka była jedną z wyróżniających się postaci w polskiej lidze. W rundzie zasadniczej Klimakowa zdobyła 283 punkty, co dało jej średnią 4,1 pkt/set. Niestety jej koleżanki spisywały się dużo słabiej i w efekcie drużyna z Białegostoku na zakończenie rozgrywek uplasowała się dopiero na 9 pozycji

- в 2012 закончила заочно Челябинскую государственную академию культуры и искусств
- с 2019 работает в компании "Газпром трансгаз Екатеринбург" и выступает за женскую волейбольную сборную предприятия, в 2022 на всероссийской корпоративной Спартакиаде ПАО "Газпром" команда заняла трете место.